# 시발리
시발리는 1세기에 아누라다푸라 여왕이었으며, 그녀의 형제 출라바야가 죽은 후 35년에 통치했다. 그녀는 즉위 당시 미혼의 소녀였지만 그 자리를 꾸준히 지킬 수 있는 능력을 갖추고 있었으나 즉위한 지 4개월 만에 아만다가마니 왕의 조카 일라나가에 의해 폐위되었다.

## 같이 보기
- 스리랑카의 역사